# (4328) Valina
(4328) Valina ist ein Hauptgürtelasteroid, der am 18. September 1982 von Henri Debehogne vom La-Silla-Observatorium aus entdeckt wurde.
Der Asteroid wurde nach der russischen Astronomin Valentina Arkadievna Andreichenko benannt.